# Amphilophus altifrons
 Amphilophus altifrons és una espècie de peix de la família dels cíclids i de l'ordre dels perciformes.

## Morfologia
Els mascles poden assolir els 13 cm de longitud total.

## Distribució geogràfica
Es troba a l'Amèrica Central: des del riu Térraba (Costa Rica) fins al riu Chiriqui (Panamà).